# Edler
Edler (Edler von..., afkorting van Edler Herr = edele heer) was een Oostenrijks/Oostenrijk-Hongaars adellijk predicaat dat tot 1918 verleend werd. Het staat onder de titel Freiherr en wordt samen met de titel Ritter beschouwd als ongetitelde adel. Aanspreekvorm voor een Edler is dan ook Herr von... en niet Edler von... In 1919 werd de adel in Oostenrijk afgeschaft en het voeren van een adellijke titel/predicaat strafbaar gesteld. Voorbeeld: de latere bondskanselier van Oostenrijk, Kurt Edler von Schuschnigg, werd in 1919 Kurt Schuschnigg. 
Het predicaat werd ook door de koning van Beieren verleend. Na de afschaffing van adellijke titels in Duitsland werd het Edler von of Edler zu onderdeel van de familienaam.
Het predicaat werd door de monarch toegekend aan personen met een lange staat van dienst in de ambtenarij, de private sector of het leger. De meeste Edlen stamden dus niet uit de oeradel, maar maakten deel uit van de zogenaamde briefadel. Het Edler von volgde meestal achter de oorspronkelijke achternaam van de nieuw geadelde persoon gevolgd door een plaatsnaam (N.B.: geadelde persoon kreeg de plaatsnaam niet als grondbezit). Als voorbeeld: de Oostenrijk-Hongaarse generaal Adam Brandner ontving in 1906 uit handen van keizer Frans Jozef het ridderkruis in de Frans Jozef-Orde en verkreeg hierbij de titel Edler von Wolfszahn. Voluit heette hij vanaf dat moment (tot de afschaffing van de adel in 1919) Adam Brandner Edler von Wolfszahn.
Een vrouw of een dochter van een Edler is een Edle.